# Sawston
Sawston é um grande vilarejo situado no leste da Inglaterra, no distrito de Cambridgeshire. A população é de aproximadamente 7.150 pessoas (Censo 2001).